# 阮福溪
祥郡公阮福溪（越南语：／；1589年—1646年），廣南阮主第一代領袖阮潢的第十子（幼子）。
阮福溪生母為明德王太妃，史載他「素有機略智謀」，最初授掌奇、封祥光侯（越南语：／）。永祚八年（1626年）春天，阮福溪晉授總鎮、封祥郡公，可以裁決除了死囚以外的政事再奏覆文王阮福源。
德隆七年（1635年），阮福源即將去世，下令阮福溪作顧命大臣輔助世子阮福瀾，並允許他裁決一切事情。昭王阮福瀾即位後不久，其弟阮福渶謀反，在阮福瀾猶豫不決時，阮福溪進言指阮福渶「不孝不忠」、「豈可隱忍以傷大義」，並立刻出兵拘捕阮福渶令其伏誅。昭王因其功績賜銅印和黑轎給他。
福泰四年（1646年），阮福溪逝世，虛齡五十八，贈封佐理尊臣特進上柱國平章軍國大事總鎮祥郡公，諡忠誼，在南浦立祠。嘉隆四年（1805年）列為開國功臣上等，蔭其子孫一人世襲隊長。明命十二年（1831年）追贈開國尊臣尊人府尊人令、義興郡王（越南语：／），諡忠直。
阮福溪有十三名兒子：阮福清、阮福嚴、阮福泩、阮福添、阮福寔、阮福渡、阮福泖、阮福明、阮福議、阮福法、阮福使、阮福朝和阮福耀，均任掌營。